# Claudia Kriz
Claudia Kriz (Heppenheim, 18 de enero de 1957) es una deportista alemana que compitió para la RFA en tiro con arco, en la modalidad de arco recurvo.
Ganó dos medallas en el Campeonato Europeo de Tiro con Arco al Aire Libre de 1988 y una medalla de bronce en el Campeonato Europeo de Tiro con Arco en Sala de 1989.
Participó en los Juegos Olímpicos de Seúl 1988, ocupando el sexto lugar en la prueba de equipo.

## Palmarés internacional
| Campeonato Europeo al Aire Libre | Campeonato Europeo al Aire Libre | Campeonato Europeo al Aire Libre | Campeonato Europeo al Aire Libre |
| Año                              | Lugar                            | Medalla                          | Prueba                           |
| -------------------------------- | -------------------------------- | -------------------------------- | -------------------------------- |
| 1988                             | Luxemburgo (Luxemburgo)          | Medalla de plata                 | Individual                       |
| 1988                             | Luxemburgo (Luxemburgo)          | Medalla de bronce                | Equipo                           |
| Campeonato Europeo en Sala       |                                  |                                  |                                  |
| Año                              | Lugar                            | Medalla                          | Prueba                           |
| 1989                             | Atenas (Grecia)                  | Medalla de bronce                | Equipo                           |